# De droevige duif
De droevige duif is het honderdvijfenveertigste stripverhaal uit de reeks van Suske en Wiske. Het is geschreven en getekend door Paul Geerts. Het werd gepubliceerd in De Standaard en Het Nieuwsblad van 31 augustus 1981 tot en met 9 januari 1982. 
De eerste albumuitgave in de Vierkleurenreeks was in mei 1982, met nummer 187.

## Locaties
- Nepal met de Himalaya en hoogste berg (Mount Everest) met nest van vredesduif, donker Afrika met oerwoud

## Personages
- Suske, Wiske, tante Sidonia, Lambik, Jerom, professor Barabas, de Grote Pauw en zijn Zwarte Raven, Chocko Nwajé, Jean-Pierre Servelae (tovenaar), Khollestrol, Arthur, lokale bevolking Himalaya, de Vredesduif

## Uitvindingen
- De gyronef

## Het verhaal
Tante Sidonia heeft de laatste tijd veel aandacht voor de duifjes in haar tuin. Ze ontvangt een telegram waarin staat dat ze is uitverkoren om aan een schoonheidswedstrijd mee te doen. Suske en Wiske maken tante Sidonia mooi en Lambik begeleidt haar naar de schoonheidswedstrijd op een prachtig kasteel. Alleen deelnemers mogen het domein betreden en de vrienden wachten buiten de poort, even later rijdt tante Sidonia in een dure wagen weg en ze lijkt gehypnotiseerd. Lambik volgt de wagen en komt bij een vreemd vaartuig aan de oever van een rivier, hij klimt op de boot en wordt opgewacht door een zwarte raaf. Lambik vermomt zich in het kostuum en Suske en Wiske gaan het kasteel binnen. Ze zien dat de andere deelnemers van de schoonheidswedstrijd robots zijn, ze gaan met de auto naar de rivier en zien het schip wegvliegen. Tante Sidonia komt bij en hoort dat de schoonheidswedstrijd niet echt was, het was een list om Lambik te pakken te krijgen. Lambik en tante Sidonia worden opgesloten. Lambik krijgt vogelzaad te eten en hij moet voor de mannen vliegen. Lambik krijgt een foto van zijn broer Arthur onder ogen en de Pauw zegt dat hij de wereld vrede wilde geven. Lambik besluit de mannen te helpen en hoort dat de vredesduif haar nest heeft op de hoogste berg ter wereld. Het schip komt aan in een meer in de Himalaya in Nepal en Suske en Wiske gaan naar professor Barabas, ze komen waakhonden tegen in de tuin en dit blijken robots te zijn. De kinderen vertellen professor Barabas wat er is gebeurd en hij laat zijn nieuwste uitvinding zien, de paraboolantenne kan de kleinste boodschappen van de hele wereld ontvangen. De vrienden krijgen een bericht van de Pauw en ze horen dat de mannen Arthur in hun macht willen krijgen. Jerom komt terug van een reis en hoort wat er is gebeurd en de vrienden gaan met de gyronef naar donker Afrika.
De vrienden ontmoeten Choko Nwajé en laten zich naar het dorp brengen. De vader van Choko, Khollestrol, is het stamhoofd en hij wil Jerom in de kookpot plaatsen. De vrienden kunnen de stam verslaan en stoppen de mannen in de grote kookpan, dan vertelt Choko Nwajé dat hij de bolhoed gekregen heeft. Choko weet waar Arthur drinkt met de andere vogels van het oerwoud, maar hij weet niet waar Arthur woont. Dan zien de vrienden een papegaai die het geluid van Arthur maakt en ze volgen hem door het oerwoud. Jerom vermomt zich als vogel en gaat naar de drinkplaats, Arthur hoort dat zijn broer in gevaar is en gaat met de vrienden naar de gyronef. Professor Barabas neemt contact op met zijn vrienden en vertelt dat de Pauw ongeduldig wordt, binnen vierentwintig uur zullen ze Lambik en tante Sidonia ombrengen. De vrienden vliegen tweeëntwintig uren richting Nepal, maar dan is de benzine op en ze landen in de bergen. Jerom gooit de gyronef verder en gaat met Suske en Wiske te voet verder. Arthur komt met de gyronef bij Lambik en tante Sidonia en hoort van de Pauw dat hij de vredesduif van de hoogste berg moet halen. Jerom springt met Suske en Wiske door de bergen en Arthur vliegt richting de hoogste berg. De Pauw heeft echter geen goede bedoelingen en stuurt zijn Zwarte Raven achter Arthur aan. Suske en Wiske horen van de lokale bevolking dat de Pauw en zijn handlangers hun oogst stelen en de mannen zullen de vrienden helpen. De Zwarte Raven worden verslagen en de boot wordt vernield door Jerom, maar de Pauw heeft een bazooka en houdt Jerom, Lambik en tante Sidonia onder schot. Jerom verslaat de Pauw en de vrienden gaan op zoek naar Arthur. Arthur vindt de vredesduif op zijn nest omringd door ijskristallen en ze vliegen samen naar beneden. De Zwarte Raven schieten op de duif en Arthur en beide storten neer, de vrienden vallen de Zwarte Raven aan maar worden verslagen. Dan arriveert Jerom en hij werpt de boeven van de berg en de vredesduif vertelt dat ze haar palmtak kwijtraakte door een kernontploffing. Zonder de palmtak kan de vredesduif haar werk niet uitvoeren en Wiske vraagt de lezers of het niet eens tijd wordt dat er vrede komt. Jerom brengt de gewonde duif terug naar haar nest en de Zwarte Raven bouwen huizen van de wrakstukken van het schip. De Pauw ziet in dat hij fout bezig is geweest en de vrienden blijven nog zodat Arthur kan herstellen. Ze vinden benzine in een naburig dorp en vliegen met de gyronef naar huis, Arthur wordt boven het Afrikaanse oerwoud afgezet.

## Varia
Het verhaal vertoont een aantal duidelijke overeenkomsten met De witte uil, bijvoorbeeld door de terugkeer van het personage Arthur, maar ook met de duif die weer optreedt als vredesbrenger.

## Voetnoten
1. ↑  Choco staat voor chocolade
2. ↑  Khollestrol staat voor cholesterol